# Музей Гардинера
Музей Гардинера (англ. Gardiner Museum) — музей в Канаде, посвящённый исключительно искусству керамики. Расположен в Квинс-Парке (Парке королевы) к югу от Блур-Стрит в Торонто напротив Королевского музея Онтарио. Ближайшая станция метро — «Музей».
Музей основали в 1984 г. известный канадский предприниматель и филантроп Джордж Р. Гардинер (George R. Gardiner) и его жена Хелен Гардинер (Helen Gardiner). Музей получил в прессе оценку как «шкатулка с керамическими драгоценностями». После капитального переоборудования, которое обошлось в 20 млн канадских долларов, музей был вновь открыт в августе 2006 года и получил Премию Паг (Pug Award) как лучший образец коммерческой архитектуры 2006 года.
Постоянная коллекция по состоянию на начало 2000 гг. включала более 2900 экспонатов, в том числе изделия доколумбовой Америки, итальянского Возрождения, английской керамики делфтского типа, китайского, японского и европейского фарфора, а также галерею современного искусства. Кроме того, ежегодно в музее проводятся выставки.
Музей состоит членом таких объединений, как Канадская музейная ассоциация (Canadian Museums Association), Информационная сеть Канадского наследия (Canadian Heritage Information Network) и Виртуальный музей Канады.